# Norman Bullock
Norman Bullock (Monton, Eccles, Inglaterra, 8 de septiembre de 1900, † 22 de octubre de 1970) fue un futbolista y entrenador inglés. Se desempeñaba en la posición de delantero.
Entre 1920 y 1935 jugó 505 partidos de liga y 32 de FA Cup, consiguiendo 127 goles.

## Selección nacional
Fue internacional con la selección de fútbol de Inglaterra en tres ocasiones entre 1923 y 1926, consiguiendo dos goles.

## Clubes

### Jugador
| Club    | País       | Año         |
| ------- | ---------- | ----------- |
| Bury FC | Inglaterra | 1920 - 1935 |

### Entrenador
| Club      | País       | Año                      |
| --------- | ---------- | ------------------------ |
| Bury FC   | Inglaterra | 1934 - 1938, 1945 - 1949 |
| Leicester | Inglaterra | 1949 - 1955              |

## Palmarés

### Jugador
| Título                 | Club    | País       | Año        |
| ---------------------- | ------- | ---------- | ---------- |
| Manchester Premier Cup | Bury FC | Inglaterra | 1925, 1935 |
| Lancashire Senior Cup  | Bury FC | Inglaterra | 1926       |

### Entrenador
| Título                       | Club      | País       | Año     |
| ---------------------------- | --------- | ---------- | ------- |
| Football League Championship | Leicester | Inglaterra | 1953/54 |